# Клакхон, Клайд
Клайд К. Кла́кхон (англ. Clyde K. Kluckhohn, ˈklʌkhoʊn; 11 января 1905 года, Ле Марс, Айова — 28 июля 1960 года, рядом с Санта-Фе, Нью-Мексико) — американский социальный антрополог, исследователь культуры индейцев навахо. Большую известность получили общетеоретические исследования культурных паттернов, национального характера, ценностных систем и универсальных ценностей. Антропологию понимал как междисциплинарную науку, играющую главную роль в интеграции наук о человеке.

## Избранная библиография
- Стандартизация поведения на примере навахской культуры, 1941.
- Зеркало для человека. Введение в антропологию., 1944 (Русское издание — СПб: Евразия, 1998, ISBN 5- 8071-0009-3).
- Понятие культуры, 1945, совм. с У. Келли.
- Дети Людей: навахский индивид и его развитие, 1947, совм. с Д. Лейтон.
- Культура: критич. обзор понятий и определений, 1952, совм. с А. Л. Крёбером.